# Pics de Comalespada
Els Pics de Comalespada, també coneguts com a Pics de Coll Arenós, és una muntanya de cims bessons que es troba en el terme municipal de la Vall de Boí, a la comarca de l'Alta Ribagorça, i dins del Parc Nacional d'Aigüestortes i Estany de Sant Maurici.
El nom prové «de "spada", espadat».
Els pics, de 2.830,2 metres el nord-oriental i de 2.831,6 el sud-occidental, s'alcen al sud de l'Estany Negre, a l'extrem nord de la carena que separa la Capçalera de Caldes (O) i la Vall de Colieto (E), al nord-nord-oest del Coll Arenós.